# 中间业务
中间业务是银行在传统资产负债表业务基础上，以中介人或代理人身份提供各类金融服务，形成非利息收入的业务。
中间业务是商业银行不动用本行资产为客户办理的服务性业务，手续费是银行利润来源之一。主要包括：理财业务、结算业务、信用证业务、代收业务、代客买卖业务、信托业务、租赁业务、出租保管箱业务、代理融通、银行卡、信用卡业务、咨询业务等。

## 特点
1. 不运用或不直接运用银行的自有资金。
2. 不承担或不直接承担市场风险。
3. 以接受客户委托为前提，为客户办理业务。
4. 以收取服务费（手续费、管理费等）、赚取价差的方式获得收益。
5. 种类多、范围广，产生的收入在商业银行营业收入中所占的比重日益上升。